# Giuseppe Schirò
Giuseppe Schirò (Contessa Entellina, 1 januari 1846 – aldaar, 1 augustus 1927) was een titulair aartsbisschop in het koninkrijk Italië.
Hij was een priester van de Italo-Albanese-Katholieke Kerk op Sicilië die afhangt van de Roomse Kerk. Hij behoorde tot de Arbëreshë gemeenschap, een minderheid van Albaneestalige christenen die de orthodoxe ritus volgen en dus het Oudgrieks als liturgische taal hebben, en niet het Latijn zoals de Roomse Kerk destijds hanteerde.

## Levensloop
Bij de Arbëreshë op Sicilië groeide Schirò op. In deze periode was Sicilië deel van het koninkrijk der Beide Siciliën. 
In Rome deed Schirò zijn priesterstudies. Dit vond plaats zowel in het pauselijke Grieks College Santo Atanasio als aan het Propagande Fide college. In juli 1868 volgde de wijding tot priester. Sicilië behoorde intussen tot het koninkrijk Italië.
Aanvankelijk was Schirò onderpastoor in Contessa Entellina, zijn geboortedorp, waar hij de orthodoxe ritus pratikeerde. Hij combineerde dit ambt met dit van studieprefect in het Grieks-Albanees priesterseminarie in Palermo. 
Vanaf 1874 was Schirò rector van de Grieks-Byzantijnse gemeenschap op Malta. Paus Leo XIII verleende hem de eretitel van bisschop van Gadara (1889); Gadara draagt de moderne naam van Umm Qais en ligt in Jordanië. Na zijn tijd in Malta was hij nog werkzaam in Calabrië, bij de Arbëreshë, en vertrok ten slotte naar Rome. 
In Rome was Schirò secretaris van Stefano Stefanopoli, de prelaat verantwoordelijk voor de Byzantijnse ritus. Paus Leo XIII bevorderde Schirò tot titulair aartsbisschop in 1895. Het aartsbisdom in titel lag in het Ottomaanse Rijk: Neocaesarea in Ponto, of met de moderne naam Niksar in de provincie Tokat. Schirò trok zich later terug, in 1923, in zijn geboortedorp op Sicilië waar hij overleed.